# Sdružení měst a obcí Jesenicka
Sdružení měst a obcí Jesenicka je sdružení obcí v okresu Jeseník, jeho sídlem jsou Lipová-lázně a jeho cílem je ochrana a prosazování společných zájmů obcí jesenické oblasti, koordinace vzniku a činnosti dobrovolných svazků obcí v konkrétních oblastech ( infrastruktura, turistika apod.). Sdružuje celkem 23 obcí a byl založen v roce 1993.

## Obce sdružené v mikroregionu
- Bernartice
- Bělá pod Pradědem
- Bílá Voda
- Černá Voda
- Česká Ves
- Hradec-Nová Ves
- Javorník
- Jeseník
- Lipová-lázně
- Mikulovice
- Ostružná
- Písečná
- Skorošice
- Stará Červená Voda
- Supíkovice
- Uhelná
- Vápenná
- Velká Kraš
- Velké Kunětice
- Vidnava
- Vlčice
- Zlaté Hory
- Žulová